# Hải cẩu đốm
Hải cẩu đốm (danh pháp hai phần: Phoca largha) là một loài động vật có vú trong họ Hải cẩu thật sự, bộ Ăn thịt. Loài này được Pallas mô tả năm 1811.

## Phân bố
Hải cẩu đốm sinh sống ở tảng đá băng và vùng biển bắc Thái Bình Dương và vùng biển lân cận. Chúng chủ yếu được tìm thấy dọc theo thềm lục địa của các biển Beaufort, Chukchi, Bering và Okhotsk và về phía nam tới phía bắc Hoàng Hải và chúng di cư về phía nam xa như Bắc Hoàng Hải và tây Biển Nhật Bản và thậm chí là tới tận Việt Nam theo dòng hải lưu.
Chúng cũng được tìm thấy ở Alaska từ phía đông nam vịnh Bristol đến phân định ranh giới điểm trong mùa đóng băng của mùa hè và mùa thu khi những con hải cẩu đốm giao phối và sinh con. Số lượng nhỏ hơn được tìm thấy ở vùng biển Beaufort. Chúng đôi khi bị nhầm lẫn với hải cẩu cảng biển có liên quan chặt chẽ và người ta thấy loài này với loài hải cẩu cảng thường trộn lẫn với nhau trong khu vực, nơi sinh sống của chúng chồng lấn nhau.

## TạiViệt Nam
Biển Việt Nam nằm hoàn toàn trong vùng nhiệt đới và cho đến nay vẫn chưa thấy loài hải cẩu nào sinh sống và phát triển. Tuy vậy, kể từ năm 1998 đến nay đã bắt được một số hải cẩu đốm ở vùng duyên hải miền Trung. Những con hải cẩu này theo các dòng hải lưu thường kỳ Bắc-Nam, đi từ vùng biển phía Bắc xuống Việt Nam và bị lạc đàn. Có ghi nhận 07 cá thể đả xuất hiện tại Việt Nam, trong đó 3 cá thể đã chết còn 2 cá thể đang được nuôi tại viện Hải dương học Nha Trang, 02 cá thể được trả lại môi trường tự nhiên.

## Hình ảnh

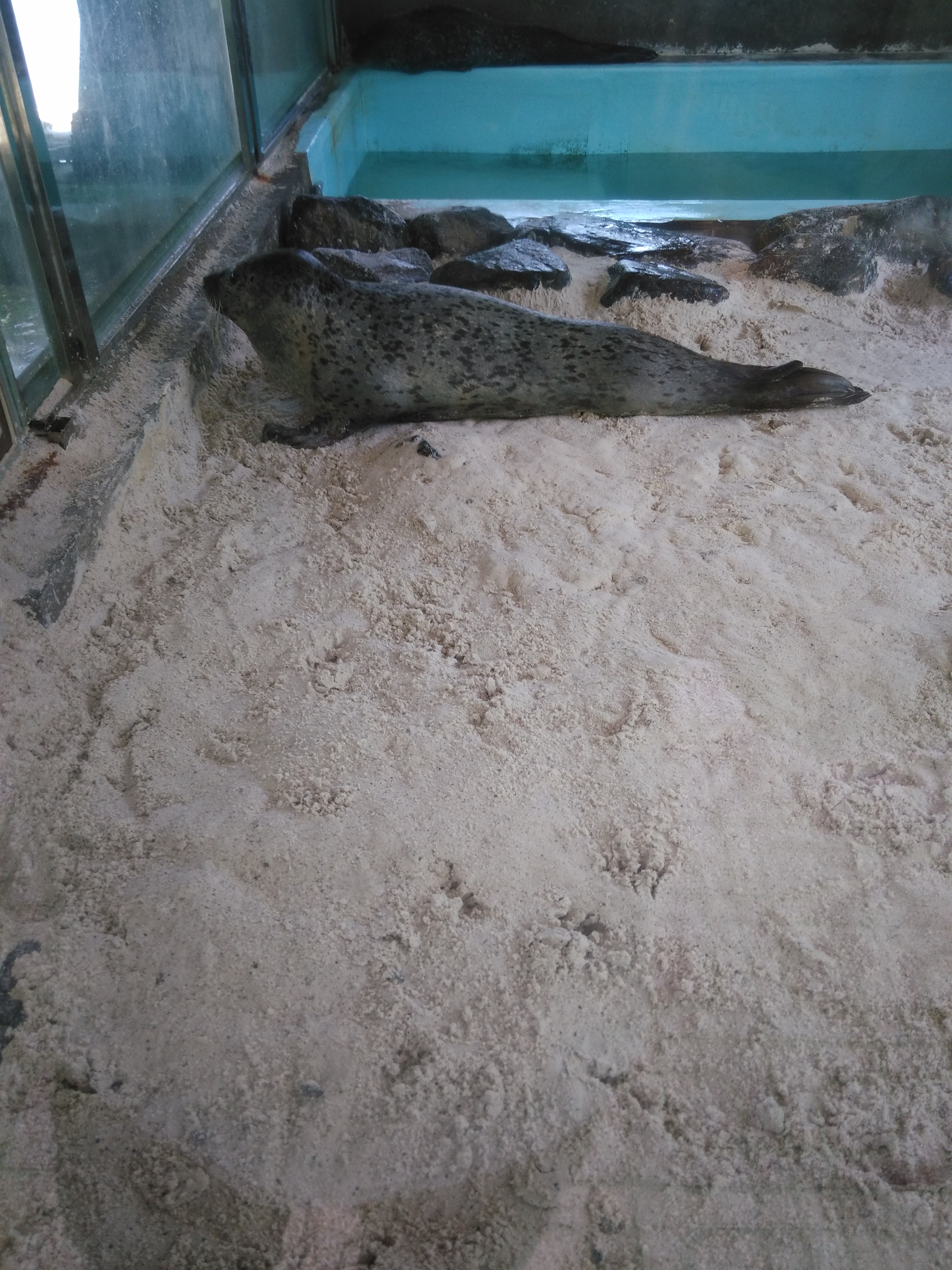
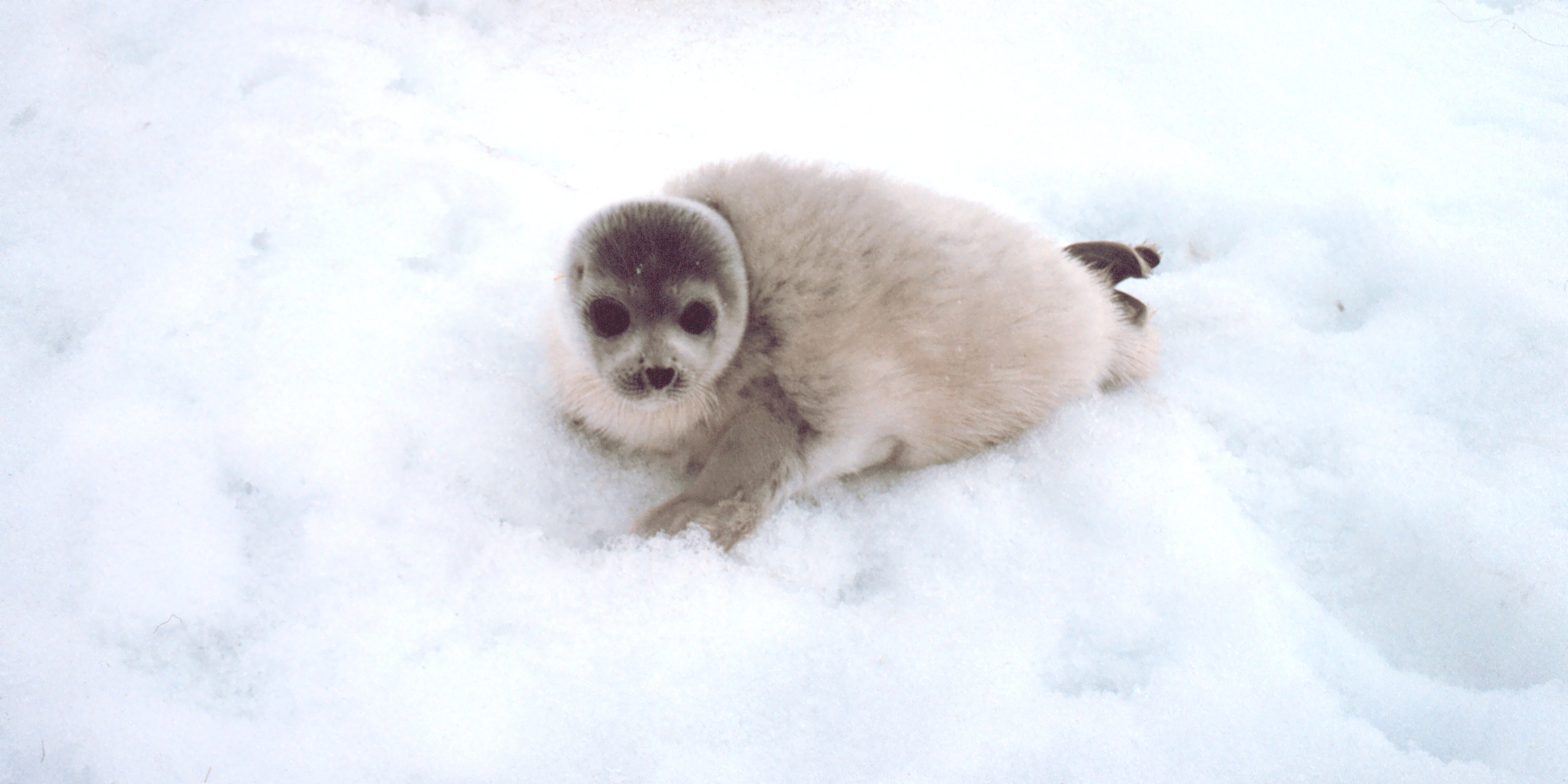
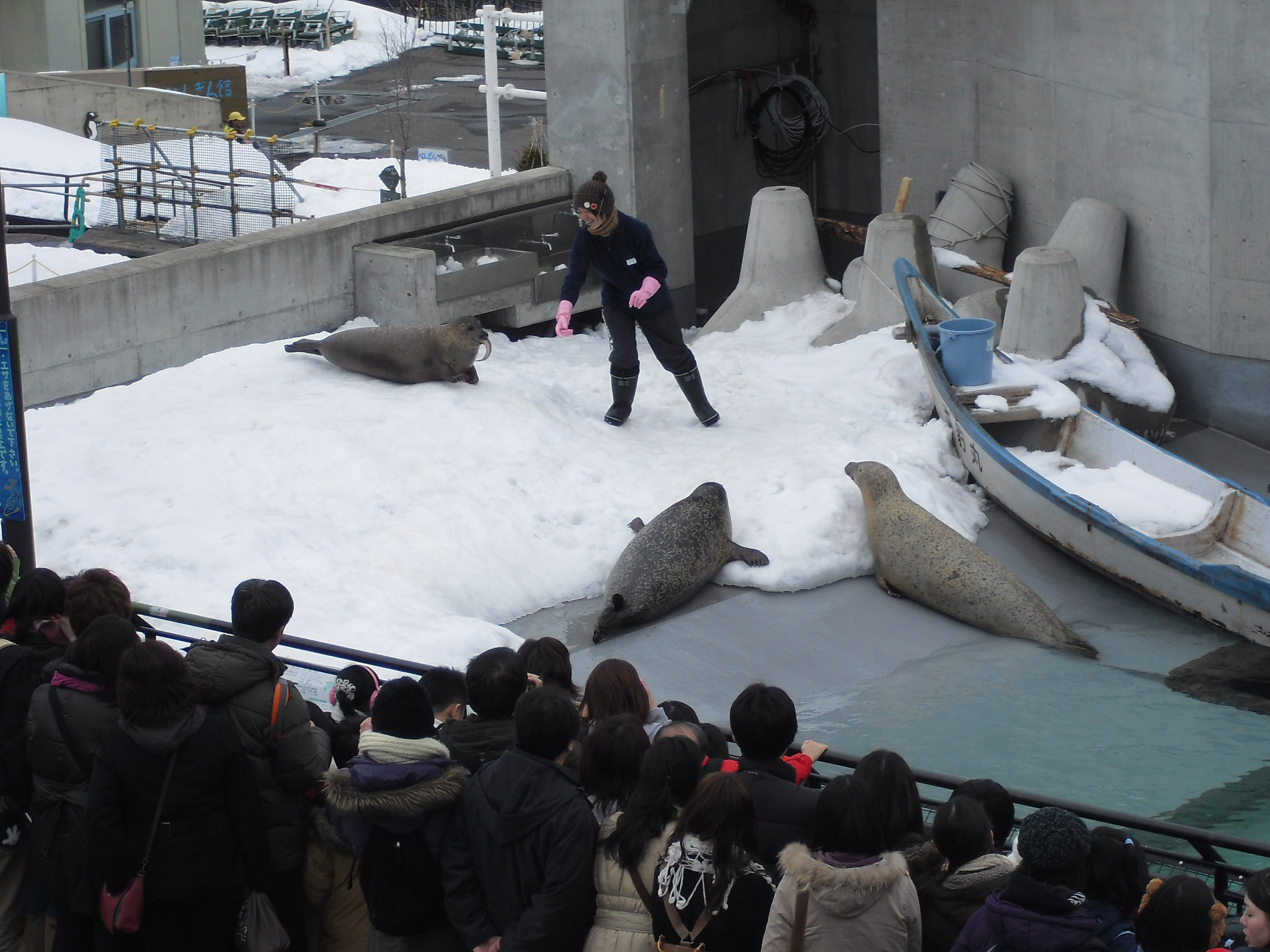